# A Man Betrayed (film, 1936)
Pour les articles homonymes, voir A Man Betrayed.
A Man Betrayed est un film américain réalisé par John H. Auer et sorti en 1936.

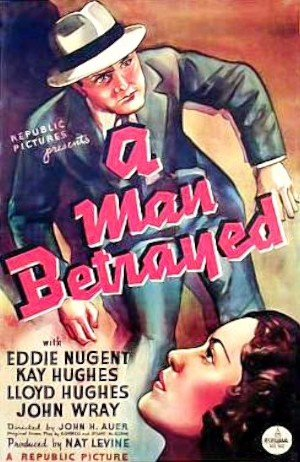
Affiche du film.

Auer a refait un film avec le même titre original, sorti en 1941.

## Synopsis
Frank Powell travaille comme vendeur d'actions pour un puits de pétrole. Lorsqu'une cliente vient le voir avec une lettre de son neveu disant qu'il s'agit d'une arnaque, Powell s'inquiète et confronte ses trois patrons Carlton, Richards et Burns. Sentant qu'il n'obtient pas de réponses claires, il décide d'aller immédiatement à Miami pour enquêter sur les puits. Inquiet que Powell découvre la vérité selon laquelle Carlton, Richards et Burns ont utilisé l'argent des investisseurs pour jouer en bourse, Carlton se suicide en se tirant une balle après avoir enregistré une confession sur son dictaphone. Voulant bénéficier d'une assurance vie de 100 000 $, Richards et Burns engagent Tony Maroc et sa bande pour installer le corps de Carlton dans l'appartement de Powell, afin de donner l'impression qu'il a été assassiné. Powell est arrêté dès l'atterrissage de son avion et est jugé et reconnu coupable de meurtre.

## Fiche technique
- Réalisation : John H. Auer
- Scénario : Dorrell McGowan, Stuart E. McGowan
- Producteurs : Nat Levine, William Berke
- Photographie : Ernest Miller
- Montage : Roy V. Livingston
- Genre : Mystère, thriller[1]
- Production : Republic Pictures
- Durée : 58 minutes
- Date de sortie :
  - États-Unis : 28 décembre 1936

## Distribution
- Edward J. Nugent : Frank Powell
- Kay Hughes : Marjorie Norton
- Lloyd Hughes : Curtis Powell
- John Wray: Sparks
- Edwin Maxwell : Richards
- Theodore von Eltz : Burns
- Thomas E. Jackson : Detective Ryan
- William Newell : Gabby
- Smiley Burnette : Hillbilly
- Christine Maple : Helen Vincent
- John Hamilton : Mr. Carlton
- Ralf Harolde : Tony Maroc
- Grace Durkin : Gertrude
- Carleton Young : Henchman Smokey
- Mary Bovard : la propriétaire